# Аксютіна Елеонора Іванівна
Елеонора Іванівна Аксю́тіна (дошлюбне прізвище та сценічний псевдонім — Яроцька; 18 березня 1928, Вербівка — 5 травня 1994, Київ) — українська співачка і педагог; заслужений артист УРСР з 1974 року.

## Біографія
Народилася 18 березня 1928 року в селі Вербівці (нині Бердичівський район Житомирської області, Україна). 1950 року закінчила Київську консерваторію (клас Марії Єгоричевої); 1955 року — аспірантуру при ній.
Протягом 1950—1981 років — солістка Київської філармонії; у 1981—1994 роках — викладач Київського інституту театрального мистецтва (доцент з 1989 року). Померла у Києві 5 травня 1994 року.

## Творчість
Виконала партії в «Кавовій кантаті» Йоганна Себастьяна Баха, «Реквіємі» Вольфганга Амадея Моцарта, «Пер Ґінті» Едварда Ґріґа, концерті для голосу з оркестром Рейнгольда Ґлієра. 
До концертного репертуару співачки входили численні твори українських (зокрема Миколи Лисенка, Кирила Стеценка, Лева Ревуцького, Бориса Лятошинського, Платона Майбороди, Ігоря Шамо) і зарубіжних (Джоаккіно Россіні, Джузеппе Верді, Жуля Массне, Клода Дебюссі, Сергія Рахманінова) композиторів, народні пісні. 
Виконує, озвучує пісню-вальс (голос за кадром) "Де ти тепер?"(Місто спить).— радянський художній фільм у «Командир корабля»(1954) кіностудії імені О.Довженка. 
Авторка:
- неопублікованих праць з методики викладання співу: «До питання про дихання у процесі співу», «Народна пісня у вихованні вокального голосу актора»;
- спогадів, зокрема про перші повоєнні роки в Київській консерваторії, про зустрічі з Павлом Тичиною, Максимом Рильським, Андрієм Малишком.

Упорядкувала збірники для голосу в супроводі фортепіано:
- «Пісні до драматичних вистав» (Київ, 1989);
- «Пісні українських композиторів на вірші Павла Тичини» (неопубліковано).